# Wehrausbildung
Wehrausbildung – die Zeitschrift für den Unteroffizier (bis 1984 Wehrausbildung in Wort und Bild – Monatsschrift für die Bundeswehr) war eine vom Bundesministerium der Verteidigung (BMVg) herausgegebene Zeitschrift von 1958 bis 1994. Sie erschien im Verlag „Offene Worte“ in Bonn und Herford.
Im Jahr 1958, drei Jahre nach der Gründung der Bundeswehr, wurde die erste Ausgabe der Zeitschrift veröffentlicht. 1985 erschien sie mit neuem Namen und ging 1995 durch Fusion mit der Zeitschrift Truppenpraxis in der neuen Publikation Truppenpraxis, Wehrausbildung auf.
Von 1960 bis zum Juni 1963 enthielt die Wehrausbildung eine Sportbeilage, welche dann als Sportteil in die Zeitschrift integriert wurde.